# Tomismus

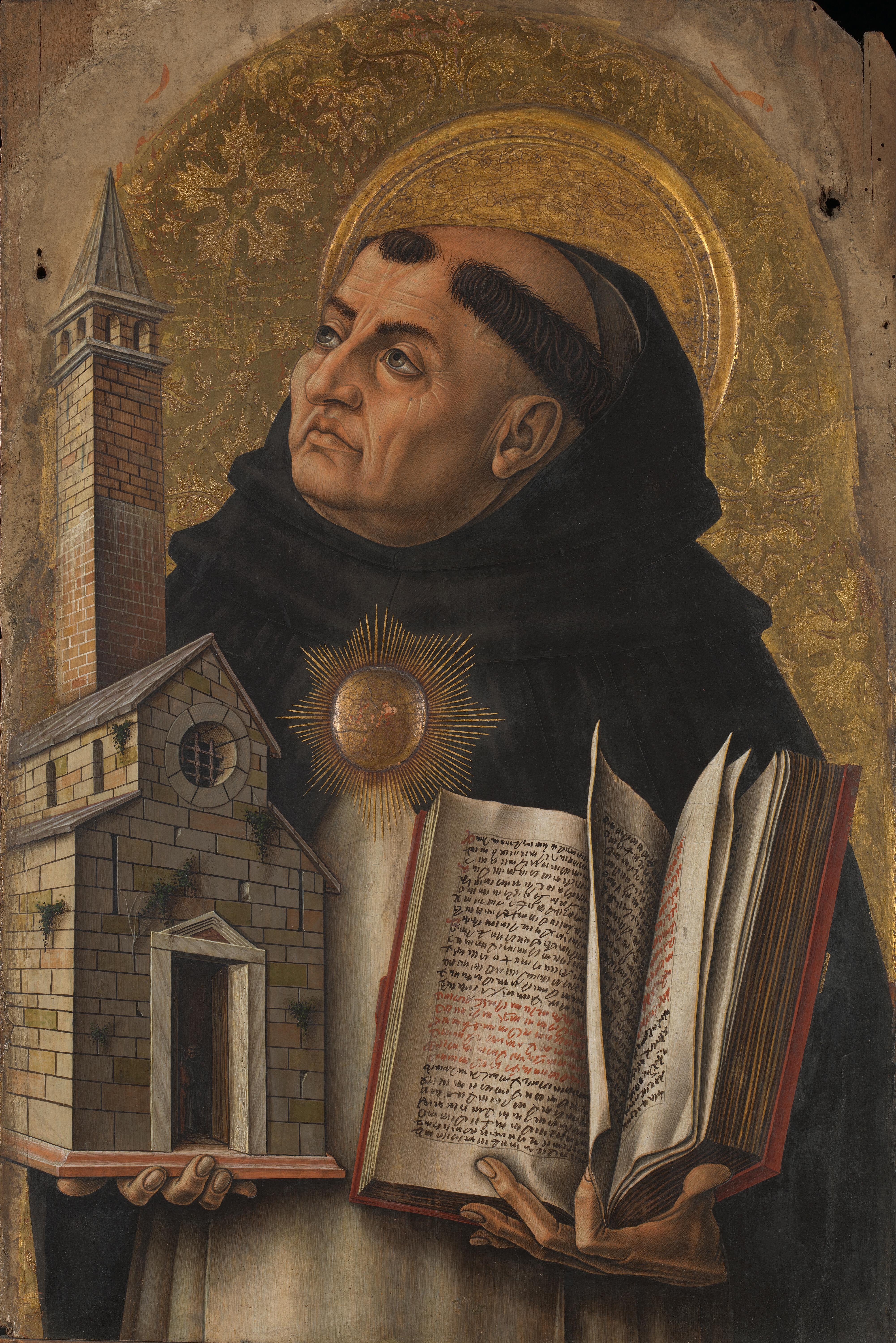
Oltářní obraz se sv. Tomášem Akvinským

Tomismus je filozofický a teologický směr, vycházející z názorů italského dominikána sv. Tomáše Akvinského (1225 – 1274), katolického filozofa a teologa, který je církví považován za největšího křesťanského myslitele všech dob.
Tento směr usiluje o racionální spojení aristotelismu a platonismu s naukou sv. Augustina z Hippony (354–430) a celým církevním učením. Tomismus je součástí filozoficko-teologické epochy, nazývané scholastika.
Záměr Tomáše Akvinského církevní hierarchie ihned neocenila. Zpočátku ho církev přijímala s obavami a nedůvěrou, a teprve postupně si tomismus vydobyl uznání scholastických teologů. Padesát let po smrti byl Tomáš prohlášen Vatikánem za svatého. Jeho učení se stalo ve scholastice převládajícím systémem. Avšak ve stoletích, jež následovala po úznání tomismu (14.–18. stol.), byl vliv idejí Tomáše Akvinského značně oslaben a katolická církev i její ideologie postupně pozbývaly své někdejší síly a autority. Koncem 19. století však tomismu nadcházejí lepší časy. Začíná dlouhé období tomistické renesance. Významným mezníkem v restauraci tomismu byla encyklika Lva XIII. Aeterni Patris, která měla podtitul O obnovení výuky křesťanské filozofie v duchu andělského doktora, svatého Tomáše Akvinského v katolických školách. Novotomismus byl tak prohlášen za jedinou pravou filozofii, která je v souladu s křesťanskými dogmaty.